# Oratorio dei Santi Vincenzo e Atanasio
L'oratorio dei Santi Vincenzo e Atanasio è una chiesa di Siena, situata in via Camollia, oggi di proprietà e oratorio della Contrada Sovrana dell'Istrice.

## Storia e descrizione
Documentato fin dal 1144, fu la prima e più antica sede parrocchiale del rione di Camollia. La chiesa conserva tutt'oggi il titolo primitivo dei Santi martiri Vincenzo e Sant'Attanasio, le cui reliquie fin dal VIII secolo sono conservate presso l'abbazia romana delle Tre Fontane, luogo da cui si irradiò nell'orbe cattolico il culto dei due santi martiri. 
L'edificio fu interamente ristrutturato nel Settecento, quando assunse le forme che ancora vediamo oggi. Il titolo parrocchiale della chiesa fu soppresso nel 1782 ad opera del Granduca Leopoldo di Toscana e nel 1788 divenne proprietà della Contrada Sovrana dell'Istrice che da allora ne ha fatto il proprio oratorio, pur mantenendo la festa patronale in onore di San Bartolomeo, titolare del precedente oratorio oggi non più esistente. Nel 1871 fu rifatto in stile neogotico il campanile, che era stato danneggiato da un terremoto nel 1869.
L'ingresso è un semplice portale incorniciato da tre fasce rientranti in mattoni. Due lunette intonacate indicano l'antico accesso alla chiesa.
L'interno barocco, dotato di un'unica navata e cinque campate, conserva importanti opere d'arte, in cui spicca sull'altare di sinistra la piccola tavola con la Madonna col Bambino e i Santi Bernardino e Girolamo, dipinta da Sano di Pietro nel XV secolo. Alla parete destra troviamo una Vergine Immacolata di Giuseppe Faiticher (metà XIX secolo), una statua lignea di San Bartolomeo, patrono della Contrada, opera moderna di Torquato Casciani (1932), e una tela raffigurante San Girolamo, probabilmente riferibile ad Astolfo Petrazzi (seconda metà del XVII secolo). Sulla parete sinistra troviamo invece una tela raffigurante l''elemosina di Santa Lucia, di Giuseppe Nicola Nasini (XVIII secolo), la già citata Madonna col Bambino e santi di Sano di Pietro (XV secolo) e la Madonna col Bambino e san Giovannino della cerchia di Alessandro Casolani (fine XVI-inizio XVII secolo).
Nel 1513 fu sepolto nell'oratorio il pittore Bernardino di Betto, detto il Pinturicchio, ricordato dalla piccola nicchia recante il suo busto bronzeo che si trova proprio sotto la tela del Casolani.
Sull'altare maggiore è posto un tabernacolo in legno dorato con angeli datato 1711, dietro il quale sono visibili affreschi monocromi moderni di Carlo Amidei (1745), raffiguranti lo Spirito Santo coi Santi Vincenzo e Anastasio.